# Miermaigne
Miermaigne é uma comuna francesa na região administrativa do Centro, no departamento Eure-et-Loir. Estende-se por uma área de 11,06 km². Em 2010 a comuna tinha 195 habitantes (densidade: 17,6 hab./km²).